# Церква Пресвятої Трійці (Шляхтинці)
Церква Пресвятої Трійці в Шляхтинцях — парафія і храм греко-католицької громади Великобірківського деканату Тернопільсько-Зборівської архієпархії Української греко-католицької церкви в селі Шляхтинці Тернопільського району Тернопільської области.
Оголошена пам'яткою архітектури місцевого значення.

## Історія церкви
Храм був збудований у 1674 році і освячений на свято Пресвятої Трійці. Згідно з історичними даними, його відвідав Богдан Хмельницький, коли молилися за успіх його війська, що прямувало на Збараж. У дарунок він залишив Святе Письмо, яке, на жаль, не збереглося. Парафія і храм належали до УГКЦ до 1946 року, потім до 1990 року були в складі РПЦ, а з 1990 року знову повернулися в лоно УГКЦ.
У червні 2007 року оновлений храм освятив єпископ Василій Семенюк. При парафії активно діють: братство Матері Божої Неустанної Помочі, Марійська дружина (з 2004), спільнота «Матері в молитві» (з 2004), спільнота «Жива Вервиця» (з 2008).
Гордістю парафії є церковний хор під керівництвом Степана Матковського, який у 2010 році отримав звання народного аматорського. У 2011 році силами громади та завдяки організації о. Мирона була збудована капличка на честь Пресвятої Богородиці.

## Парохи
- о. Григорій Постригачевський (є лише згадка, що він помер у 1759 році),
- о. Теодор Пасевич (1760—1808),
- о. Яків Зарудський (1808—1814),
- о. Петро Заридський[джерело?] (1814—1820),
- о. Андрій Воронович (1820—1831),
- о. Григорій Барвінський (1831—1880),
- о. Григорій Чубатий (1880—1881),
- о. Северин Навроцький (1881—1901),
- о. Антін Зарихта (1901—1920),
- о. Євген Мацелюх (1920),
- о. Олександр Малицький (1921—1953),
- о. Омелян Драпінський (1959—1973),
- о. Любомир Мельник (1973),
- о. Богдан Михальчук (1980),
- о. Михайло Павко (1990—1999),
- о. Мирон Сачик (з 30 грудня 1999).